# Dreamland (Aztec Camera)
Dreamland è il quinto album in studio del gruppo musicale britannico Aztec Camera, pubblicato nel 1993.

## Tracce
1. Birds – 4:56
2. Safe in Sorrow – 4:56
3. Black Lucia – 4:00
4. Let Your Love Decide – 5:03
5. Spanish Horses – 4:35
6. Dream Sweet Dreams – 3:27
7. Pianos and Clocks – 4:53
8. Sister Ann – 5:13
9. Vertigo – 4:54
10. Valium Summer – 5:54
11. The Belle of the Ball – 3:24